# Юнак (журнал)
«Юнак» (укр. юноша) — воспитательный иллюстрированный месячник пластового юношества, издание Главной Пластовой Булавы, выходит с 1963 в Торонто (Канада). Является преемником журналов «Молоде Життя», «Дорога» и «На сліді», которые обслуживали эту возрастную группу с межвоенного времени на Западной Украине и после войны в Германии.
Журнал представляляет информацию о различных видах пластования — водном, лесной лагерной школе, спорту, туризму и т. д. Также журнал публикует произведения современных писателей и художников, содержит юношеские литературные опыты в рубрике «Молодое перо», уделяет внимание естествознанию и техническим изобретениям, сообщает об успехах пластунов на разных отрезках жизни, знакомит с современными выдающимися украинцами.
Главный редактор — Л. Онишкевич (1963—1967), О. Кузьмович (с 1968). Наиболее известные сотрудники — Ю. Пясецкий, Т. Горохович, Д. Мосора-Франкен, И. Исаев, С. Лучкань. Иллюстраторы — Я. Елиив, Я. Козак, Т. Геврик, Д. Даревич, Л. Палий и другие.

## Література
- В. М. Кубийович (гл. ред.). Енциклопедія українознавства (укр.). — Париж; Нью-Йорк: Молоде життя, 1954—1989.